# Abraham González

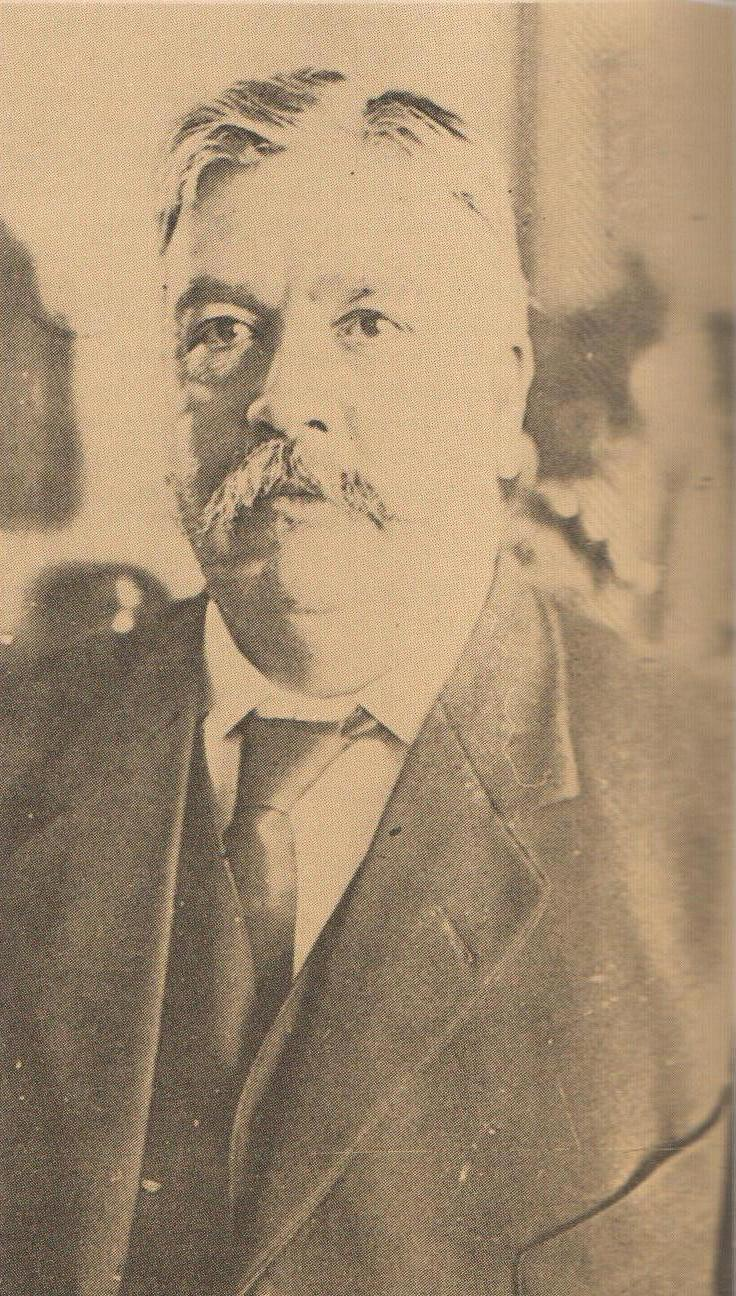
Abraham González

Abraham González Casavantes (Guerrero, Chihuahua, 7 de junho de 1864 - 7 de março de 1913) foi um político e revolucionário mexicano, o principal líder do Partido Nacional Antirreeleccionista, chefe do maderismo e homem de confiança de Francisco I. Madero no estado de Chihuahua. Recrutador de Francisco Villa e Pascual Orozco para a Revolução Mexicana.